# Pachydactylus maculatus
Pachydactylus maculatus es una especie de saurópsido escamoso del género Pachydactylus, familia Gekkonidae. Fue descrita científicamente por Gray en 1845.
Habita en Sudáfrica y Esuatini.